# Mericisca
Mericisca là một chi bướm đêm thuộc họ Geometridae.